# Maskertityra
De maskertityra (Tityra semifasciata) is een zangvogel uit de familie Tityridae.

## Verspreiding en leefgebied
Deze soort komt voor van Mexico tot Paraguay van telt negen ondersoorten:
- T. s. hannumi: noordwestelijk Mexico.
- T. s. griseiceps: westelijk Mexico.
- T. s. deses: zuidoostelijk Mexico.
- T. s. personata: van oostelijk Mexico tot noordelijk Nicaragua.
- T. s. costaricensis: van zuidoostelijk Honduras tot centraal Panama.
- T. s. columbiana: oostelijk Panama, Colombia en westelijk Venezuela.
- T. s. nigriceps: zuidwestelijk Colombia en westelijk Ecuador.
- T. s. semifasciata: amazonisch Brazilië ten zuiden van de Amazonerivier en noordoostelijk Paraguay.
- T. s. fortis: van zuidoostelijk Colombia tot zuidoostelijk Peru, noordelijk Bolivia en westelijk Brazilië.

## Status
De grootte van de populatie is in 2019 geschat op 5-50 miljoen volwassen vogels. Op de Rode lijst van de IUCN heeft deze soort de status niet bedreigd.